# キャリー・ベル
キャリー・ベル (Carey Bell, 1936年11月14日 - 2007年5月6日) は、米国イリノイ州シカゴを拠点として活動したシカゴ・ブルース・スタイルのハーモニカ奏者。本名は、キャリー・ベル・ハリントン。ビッグ・ウォルター、リトル・ウォルターといった先人ハーピストの影響を受けつつ、独特なタイミング感を持った革新的でアグレッシヴなプレイを展開した。その才能の割には、正当な評価を受けてきたとは言い難い。ギタリストのルリー・ベルは彼の息子にあたり、度々演奏活動を共にした。

## 来歴

### 初期
1936年、ミシシッピ州メイコンに生まれる。幼少期よりルイ・ジョーダンの音楽に夢中になり、彼のようなサックス奏者になることを夢見るようになる。しかし、家庭が貧しかったためサックスは購入することができず、かわりにハーモニカ (ブルース・ハープ) を手に入れることとなった。独学でハーモニカを学んだキャリーは、8歳になるころにはかなりの腕前に上達していたという。13歳のとき、彼の養父ラヴィ・リーのブルース・バンドに加入した。

### シカゴへ
本格的に演奏活動に打ち込むため、キャリーはシカゴ・ブルースが花開いていたシカゴへ移住することを決意する。1956年9月、ラヴィ・リーに連れられる形でシカゴに到着した彼は、リトル・ウォルターがプレイしていたクラブ・ザンジバルへ向かう。間もなくキャリーはウォルターと親しくなり、彼からブルース・ハープの技を学んだ。キャリーは、またサニー・ボーイ・ウィリアムソンII、ビッグ・ウォルターからも、直接ハープを教わり、更に腕を上げていった。
しかしながら、当初ハープがメインの楽器としてもてはやされていたシカゴ・ブルースにおいて、50年代の後半にオーティス・ラッシュら、エレクトリックギター前面に押し出したアーティストが登場すると、ハープの需要は減っていき、ギターがメインの楽器に取って代わるようになった。ギグの頻度を増やすために、キャリーはベースを学び、60年代にはベーシストとしても活動するようになった。キャリーがベーシストとして共演したアーティストの中には、ハニーボーイ・エドワーズ、アール・フッカー、エディー・テイラーらがいる。ビッグ・ウォルターのバンドでもベースをプレイし、キャリーは彼との活動を通じて、その技を習得していった。60年代末にはベースを止め、再びハープに専念するようになっていった。

### デビューから1980年代にかけて
1969年, シカゴのデルマーク・レコードと契約し、デビュー作 Carey Bell's Blues Harp をリリースする。また、キャリーは70年代初頭にはマディ・ウォーターズのバンドに参加し、彼とのツアーやレコーディングを経験した。1972年には、再びビッグ・ウォルターと組み、アリゲーター・レコードよりアルバムBig Walter with Carey Bellをリリースする。翌年には、ソロ作Last NightをABCレコード傘下のブルースウェイよりリリースした。1978年にアリゲーターよりリリースとなったコンピレーション・アルバムLiving Chicago Blues Vol. 1には、Carey Bell's Blues Harp Band名義の4曲が収録された。またキャリーはウィリー・ディクスンのシカゴ・ブルース・オールスターズにも加わり、70年代を通じて彼と多くの時間を共に活動している。
1980年代に入ると、ルースター・ブルースを始め、ヨーロッパのL+R、JSPなどのレーベルにレコーディングをし、また精力的にライヴ活動も続けた。1990年には、ジュニア・ウェルズ、ジェイムズ・コットン、ビリー・ブランチといったブルース・ハープのプレイヤーたちと組み、モダン・ブルースの名作アルバムHarp Attack!をアリゲーターからリリースしている。

### アリゲーター時代と晩年
アリゲーターは、1972年のビッグ・ウォルターのアルバム以降、何度かキャリーが参加したアルバムをリリースしてきたが、彼らがキャリー自身のソロ・アルバムをリリースするのは、1995年のDeep Downまで待たねばならなかった。同作は、キャリーならではハープのスタイルが開花した快作で、より幅広いファンを獲得するきっかけとなった。1997年には、レーベル2作目となる Good Luck Manをリリース。1作目ほどのインパクトはなかったものの、内容は充分に充実していた。
1998年、キャリーはアメリカで代表的なブルースの賞であるブルース・ミュージック・アワードにおいて「トラディショナル男性アーティスト賞」を受賞した。2004年には、アリゲーターからの3作目となるSecond Natureをリリースしている。これは、ギタリストの息子ルリーとのデュオ名義であった。
2007年5月6日、キャリーはシカゴで心不全のため亡くなった。70歳だった。糖尿病の合併症を患っていたという。亡くなる直前の4月にリリースされたライヴ盤Gettin' Up, Live at Buddy Guy's Legends, Rosa's and Lurrie's Home が遺作となった。
キャリーには、ルリー・ベルを含め15人の子供に恵まれた。その中には楽器をプレイする者も多く、子供たちだけでバンドができるほどだという。一時期は、ウィリー・ディクソンの娘のパトリシア・ディクソンと結婚していたこともある。

## ディスコグラフィー
- 1969年 Carey Bell's Blues Harp (Delmark)
- 1972年 Big Walter with Carey Bell (Alligator)
- 1973年 Last Night (Bluesway)
- 1977年 Heartaches and Pain (Delmark)
- 1982年 Goin' on Main Street (L+R)
- 1984年 Son of a Gun (Rooster Blues)
- 1988年 Harpslinger (JSP)
- 1990年 Dynasty! (JSP)
- 1991年 Mellow Down Easy (Blind Pig)
- 1994年 Harpmaster (JSP)
- 1995年 Carey Bell & Spike Ravenswood (Saar)
- 1995年 Deep Down (Alligator)
- 1997年 Good Luck Man (Alligator)
- 2004年 Second Nature (Alligator)
- 2007年 Gettin' Up, Live at Buddy Guy's Legends, Rosa's and Lurrie's Home (Delmark) ※CDとDVD

## 情報源
1. 1 2  アリゲータ・レコードのバイオ
2. 1 2  Boston Globe紙の訃報